# Viertes Konzil von Konstantinopel (879/880)
Das (Vierte) Konzil von Konstantinopel (879/880), auch Konzil der Hagia Sophia (879/880) genannt, ist ein Konzil, das von Katholiken wie Orthodoxen in den Jahren 879/880 in der Kathedrale von Konstantinopel gefeiert wurde. Seine Autorität ist in den orthodoxen Kirchen unbestritten, wenngleich es nur selten als ökumenisches Konzil gezählt wurde. Im heutigen Dialog zwischen der römisch-katholischen und der orthodoxen Kirche erfährt es erneut beiderseitige Wertschätzung.
Hauptthemen waren die Wiedereinsetzung von Photios I. von Konstantinopel, die Mission in Bulgarien und das Weiherecht. Zur Unterscheidung von der 869/879 ebenfalls in Konstantinopel gefeierten Synode, die heute innerhalb der römisch-katholischen Kirche als achtes ökumenisches Konzil gezählt wird, wird die Versammlung von 879/880 auch als „Photianische Synode“ bezeichnet, die von 869/870 als „Ignatianische Synode“.

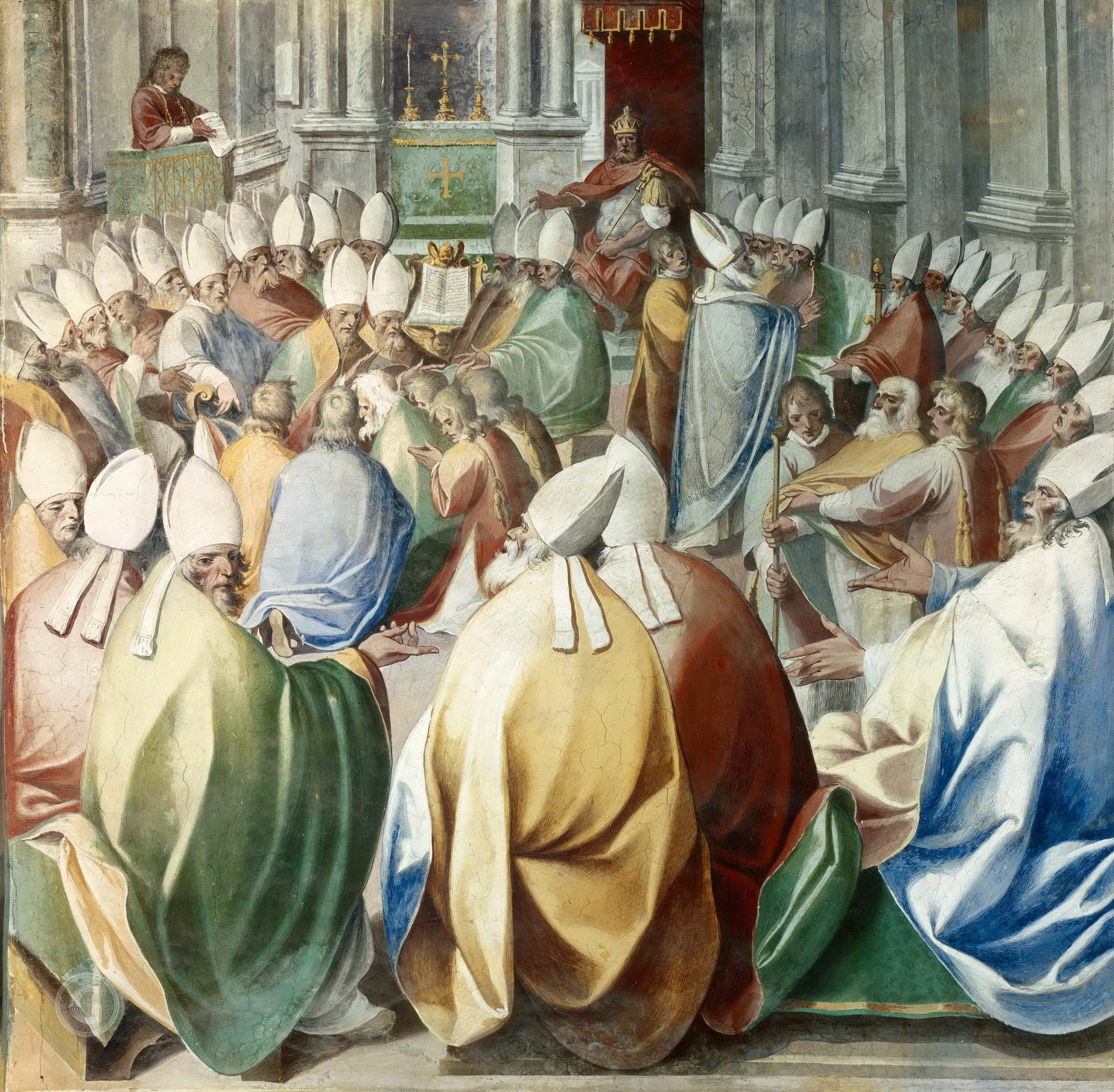
Viertes Konzil von Konstantinopel / Photianische Synode (Gemälde von Cesare Nebbia, ca. 1585)

## Verlauf
Die Ignatianische Synode (869/870) hatte Photios abgesetzt und exkommuniziert. Das Konzil von 879/880 hob diese Beschlüsse (und die der römischen Synode von 869) mit Zustimmung von Papst Johannes VIII. auf und rehabilitierte Photios. Auf diesem Konzil gab es auch einen Kompromiss bezüglich des päpstlichen Jurisdiktionsprimates: Die Jurisdiktion des Papstes wurde für den Westen voll anerkannt, für den Osten als Ehrenprimat des Bischofs von Rom, aber ohne Jurisdiktion über andere Patriarchate. Dieses Konzil sprach sich auch für die Unveränderbarkeit des Nicäno-Konstantinopolitanum und damit gegen die Zufügung der Wendung Filioque in verbindlichen Glaubensbekenntnissen aus.

## Rezeption
Das 879er Konzil wurde und wird von Vertretern der byzantinisch-orthodoxen Kirche teilweise als achtes Ökumenisches Konzil gezählt. Von der katholischen Kirche wurde es 200 Jahre lang akzeptiert, ab ca. 1100 wurde es jedoch nicht mehr anerkannt. Frühneuzeitliche Sammlungen der Beschlüsse ökumenischer Konzilien aus Westeuropa (insbesondere die editio Romana und verwandte Werke) enthalten die Beschlüsse der Synode nicht; die Ausgaben von Jean Hardouin (für den Horos) bzw. Périclès-Pierre Joannou (1904–1972) waren die ersten Sammlungen dieser Art, die Beschlüsse von 879/880 enthielten.
Die Erklärung von Bari (1987) der „Gemeinsamen Kommission für den Dialog zwischen der römisch-katholischen und der orthodoxen Kirche“ nennt die Synode jetzt „das 879/80 gemeinsam durch die beiden Kirchen gefeierte Konzil“. Die Erklärung von Valamo (1988) derselben Kommission nennt es das „Konzil der Hagia Sophia (879/880)“ und zählt seinen Kanon 1 zu den Kanones, „die im Gesamt der Kirchen des Ostens und des Westens angenommen wurden“.

## Editionen und Übersetzungen
- Canones synodi habitae in templo Dei Verbi Sapientiae. In: Périclès-Pierre Joannou (Hrsg.): Discipline générale antique (IIe–IXe s.), tome I,1: Les canons des synodes particuliers (IVe-IXe s.) (= Codificazione canonica orientale. Band 9,1,2). Tipografia Italo-Orientale S. Nilo, Grottaferrata 1962, S. 482–486 (archive.org [abgerufen am 29. Juni 2022]). [Griechischer und lateinischer Text der Kanones mit französischer Übersetzung.]
- Peter Gemeinhardt: Concilium Constantinopolitanum IV (879–880). In: Antonio García y García et al. (Hrsg.): The General Councils of Latin Christendom. From Constantinople IV to Pavia-Siena (869–1424) (= Corpus Christianorum. Conciliorum oecumenicorum generaliumque decreta. Band 2/1). Brepols, Turnhout 2013, ISBN 978-2-503-52527-3, S. 63–71. [Griechischer und lateinischer Text der Kanones im Wesentlichen nach Joannou, Horos nach der Ausgabe von Hardouin.]

## Belege
1. ↑  Francis Dvornik: The Photian Schism: History and Legend. Cambridge University Press, Cambridge 1948, S. 383–431 (kroraina.com [abgerufen am 22. Mai 2022]).
2. ↑  A. Edward Siecienski: The Filioque: History of a Doctrinal Controversy. Oxford University Press, New York 2010, ISBN 978-0-19-537204-5, S. 104 (google.de [abgerufen am 22. Mai 2022]).
3. ↑  Anders Peter Gemeinhardt: Concilium Constantinopolitanum IV (879–880). In: Antonio García y García et al. (Hrsg.): The General Councils of Latin Christendom. From Constantinople IV to Pavia-Siena (869–1424) (= Corpus Christianorum. Conciliorum oecumenicorum generaliumque decreta. Band 2/1). Brepols, Turnhout 2013, ISBN 978-2-503-52527-3, S. 51–61, 59: „In the Orthodox tradition this Synod was, in contrast, held in great esteem, even though it was never added to the list of ecumenical councils, consistently restricted to seven.“
4. ↑  Francis Dvornik: The Photian Schism: History and Legend. Cambridge University Press, Cambridge 1948, S. 383–431 (kroraina.com [abgerufen am 22. Mai 2022]).
5. ↑  Gemeinsame Internationale Kommission für den theologischen Dialog zwischen der römisch-katholischen und orthodoxen Kirche, Erklärung Glaube, Sakramente und Einheit der Kirche (Bari 1987) Nr. 53, deutsche Übersetzung in: Die deutschen Bischöfe, Ökumene-Kommission (Hrsg.), Die Eucharistie der einen Kirche. Dokumente des katholisch-orthodoxen Dialogs auf deutscher und internationaler Ebene. 3. erw. Aufl. (Bonn 1995) 47.
6. ↑  Gemeinsame Internationale Kommission für den theologischen Dialog zwischen der römisch-katholischen und orthodoxen Kirche, Erklärung Glaube, Sakramente und Einheit der Kirche (Bari 1987) Nr. 53, deutsche Übersetzung in: Die deutschen Bischöfe, Ökumene-Kommission (Hrsg.), Die Eucharistie der einen Kirche. Dokumente des katholisch-orthodoxen Dialogs auf deutscher und internationaler Ebene. 3. erw. Aufl. (Bonn 1995) 57.